# Juan Manuel Bermúdez Escámez
Juan Manuel Bermúdez Escámez (Conil de la Frontera, Cádiz, febrero de 1970) es un maestro y político español ligado a Izquierda Unida Los Verdes-Convocatoria por Andalucía. Ha sido alcalde del municipio gaditano de Conil de la Frontera durante 11 años, entre el 28 de mayo del 2012 al 17 de junio de 2023. Fue además el segundo alcalde de IULV-CA en el pueblo, desempeñando el cargo de coordinador local en dicha corporación política de Izquierdas.

## Biografía
Juan Manuel Bermúdez reside junto a su familia en la zona de El Colorado. Está casado y es padre de dos hijos. Tiene una hermana llamada Paqui.
En el ámbito profesional, Bermúdez ejerce como maestro de Educación Primaria y Educación Física en el Instituto de Educación Secundaria Los Bateles, ubicado en su localidad natal.
Su trayectoria política comenzó en junio de 2011, cuando fue elegido concejal del Ayuntamiento de Conil de la Frontera. En las elecciones municipales de mayo de 2012, resultó elegido alcalde del municipio tras la victoria de Izquierda Unida, formación política que obtuvo ocho concejales, la misma cantidad que el Partido Socialista Obrero Español, mientras que el PP logró cuatro.
En el mismo año, fue designado miembro del Consejo Territorial de la Federación Española de Municipios y Provincias. Asimismo, desempeñó el cargo de coordinador local de Izquierda Unida en Conil hasta el año 2023, cuando fue sucedido por José Guerrero Rodríguez.
En 2022, participó en la VIII edición del Encuentro Andaluz de Educación Ambiental y Sostenibilidad Urbana, organizado por la Federación Andaluza de Municipios y Provincias, un evento que fue inaugurado por su presidente, José María Bellido.
Juan Manuel Bermúdez ha inaugurado la mesa del FAMSI en el Ayuntamiento de Conil de la Frontera, y es presidente de Roche Sociedad Anónima.
En las elecciones municipales de 2023, Izquierda Unida volvió a ser la fuerza más votada en Conil, obteniendo siete concejales. Sin embargo, la suma con el PSOE no fue suficiente para alcanzar la mayoría absoluta, fijada en once concejales. Andalucía por Sí obtuvo cinco ediles, convirtiéndose en la segunda fuerza, seguida del Partido Popular, con cuatro. La irrupción del grupo Siempre Conil, que obtuvo dos concejales, resultó determinante para la conformación del nuevo gobierno local. Finalmente, Inmaculada Sánchez Zara fue investida alcaldesa del municipio.